# 471-es főút (Magyarország)
A 471-es számú főút Debrecentől Mátészalkáig ér. 73 km hosszú. Annak ellenére, hogy háromszámjegyű út, fontossága és forgalma nagy, nagyjából az egyszámjegyű főutakéval vetélkedik.

## Fekvése
A szatmári és dél-beregi településeket köti össze Debrecennel, illetve Budapest felé az ország többi részével. Igen veszélyes útvonal a kanyargós vezetésnek, a keskeny keresztmetszetnek és főleg az igen leromlott minőségnek köszönhetően. (Szakaszos felújítások, kátyúzások, legrosszabb a minősége Nyírmihálydi és Nyíradony között, Hajdú-Bihar és Szabolcs-Szatmár-Bereg vármegye határán). Halálútnak is nevezik a sok halálos kimenetelű baleset miatt. Az országhatár mellett fut, keresztül a Nyírségen, annak legmagasabb pontjain, a vízválasztón. Autópálya, vagy más főút nincs a közelben, ezért a jelentősége igen nagy, annak ellenére is hogy háromjegyű száma van. Egyetlen elkerülő szakasza a hajdúsámsoni elkerülő, melyet 2018. december 19-én adtak át a forgalomnak. Ezen elkerülő szakasz kivételével keresztülvezet a településeken. Az autóbusz-közlekedés Debrecen és Nyíradonyig, valamint Mátészalka és Nyírbátor között jelentős. Személyforgalomban is ezen két szakasz az igazán forgalmas, a kettő közötti rész gyér forgalmú. A Mátészalka-Nyírbátor szakasz az egykori sóút része, ma is meghatározó, miként a Nyíregyháza felé bonyolódó autóbusz forgalom zöme ezen az útvonalon halad.

## Települései
- Debrecen, , 4908
- Júliatelep
- Szikigyakor
- Sámsonkert, 4931, 49 601
- Hajdúsámson, 4931, 4902
- Tamásipuszta, 49 304
- Aradványpuszta, 49 305
- Nyíradony, 4904, 4102
- Szakolykert, 49 104
- Nyírmihálydi, 4913, 4914
- Szalmadpuszta, 49 127
- Nyírbogát, 4929, 49 134
- Nyírbátor, 4911, , 4915, 49 326
- Nyírcsászári, 49 128
- Hodász-Tarnaipuszta, 4917
- Nyírmeggyes, 49 328
- Mátészalka, 4918, 49 331,

## Története
1934-ben a kereskedelem- és közlekedésügyi miniszter 70 846/1934. számú rendelete szinte a mai teljes hosszában másodrendű főúttá nyilvánította, a Debrecen és Beregsurány közti 37-es főút részeként. Jelentősebb eltérés a korabeli és a jelenkori nyomvonal között szinte csak annyi volt, hogy Hajdúsámson területén az akkori nyomvonal még a település központját átszelve húzódott, illetve Nyírbátor belterületén egy része egybeesett a Nyíregyháza-Vállaj közti 35-ös főúttal.
Egy dátum nélküli, feltehetőleg 1949 körül készült térkép lényegében a teljes mai hosszában harmadrendű főútként tünteti fel, a jelenlegivel azonos útszámozással; a fő különbség annyi volt, hogy a 471-es főút akkor még Debrecen és Vásárosnamény között húzódott.